# Ainshval
Ainshval är en bergstopp i Storbritannien.   Den ligger i kommunen Highland och riksdelen Skottland, i den nordvästra delen av landet, 700 km nordväst om huvudstaden London. Toppen på Ainshval är 778 meter över havet, eller 697 meter över den omgivande terrängen. Bredden vid basen är 4,7 km. Ainshval ligger på ön Rùm.
Terrängen runt Ainshval är kuperad. Havet är nära Ainshval söderut. Trakten runt Ainshval består i huvudsak av gräsmarker.